# David Cranz
David Cranz ou Crantz né le 3 février 1723 et décédé le 6 juin 1777 fut un missionnaire des Frères moraves au XVIIIe siècle.

## Biographie
Né en Poméranie, David Cranz fut envoyé par sa communauté au Groenland et publia après son retour une Histoire du Groenland, Barby, 1765-70, en allemand.
On lui doit aussi une Histoire des Frères de l'Union (Frères Moraves) (1771), continuée après sa mort par J. G. Hegner (1791).